# Joppa thoracica
Joppa thoracica är en stekelart som beskrevs av Gaspard Auguste Brullé 1846. Joppa thoracica ingår i släktet Joppa och familjen brokparasitsteklar.

## Underarter
Arten delas in i följande underarter:
- J. t. fumipennis
- J. t. varipes
- J. t. barticana
- J. t. mellea
- J. t. variolosa